# Бездротова мережа

Типова іконка бездротової Wi-Fi мережі

Бездротова мережа — тип комп'ютерної мережі, яка використовує бездротове з'єднання для передачі даних й підключення до мережевих вузлів.

## Класифікація бездротових мереж
Залежно від технологій та передавальних середовищ
- мережі на радіомодемах;
- мережі на стільникових модемах;
- інфрачервоні системи;
- системи VSAT;
- системи з використанням низькоорбітальних супутників;
- системи з технологією SST;
- радіорелейні системи;
- системи лазерного зв'язку.

За дальністю дії

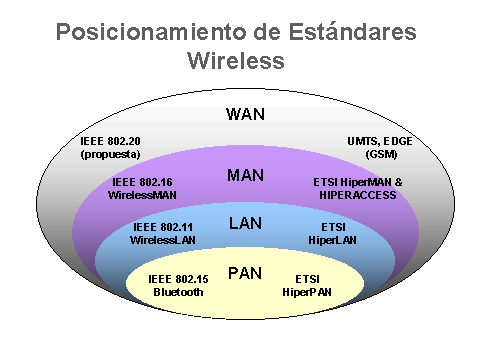
Класифікація бездротових мереж за площею охоплення

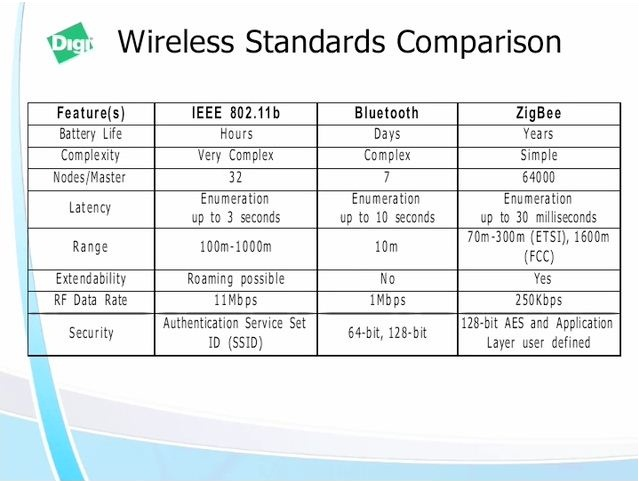
Порівнян характеристик протоколів

- Бездротові персональні мережі (WPAN — Wireless Personal Area Networks). Приклади технологій — Bluetooth.
- Бездротові локальні мережі (WLAN — Wireless Local Area Networks). Приклади технологій — Wi-Fi.
- Бездротові мережі масштабу міста (WMAN — бездротовий Metropolitan Area Networks). Приклади технологій — WiMAX.
- Бездротові глобальні мережі (WWAN — бездротова глобальна мережа). Приклади технологій — CSD, GPRS, EDGE, EV-DO, HSPA, LTE.

## Типи бездротових мереж
Залежно від використовуваної технології бездротові мережі можна розділити на три типи:
- локальні обчислювальні мережі;
- розширені локальні обчислювальні мережі;
- мобільні мережі (переносні комп'ютери).

Основні відмінності між цими типами мереж — параметри передачі. Локальні і розширені локальні обчислювальні мережі використовують передавачі і приймачі, що належать тій організації, в якій функціонує мережа. Для переносних комп'ютерів середовищем передачі служать загальнодоступні мережі, наприклад телефонна мережа або Інтернет.

## Бездротові точки доступу
Трансивер, який ще й іноді називають точкою доступу (англ. access point), забезпечує обмін сигналами між комп'ютерами з бездротовим підключенням і кабельною мережею. У бездротових ЛОМ використовуються невеликі настінні трансивери. Вони встановлюють радіоконтакт з переносними пристроями. Наявність цих трансиверів і не дозволяє назвати таку мережу строго бездротовою.